# ۲۷۷ (عدد)
۲۷۷ (دویست و هفتاد و هفت) یک عدد طبیعی است که پس از ۲۷۶ و پیش از ۲۷۸ قرار دارد.